# Distrikt Luweero
Luweero, manchmal auch Luwero, ist ein Distrikt in Zentraluganda. Luweero ist die Hauptstadt des Distrikts.

## Geografie
Luweero grenzt im Norden an den Distrikt Nakasongola, im Osten an den Distrikt Kayunga, im Südosten an den Distrikt Mukono, im Süden an den Distrikt Wakiso und im Westen an den Distrikt Nakaseke. Die Hauptstadt Luweero liegt etwa 75 Kilometer (per Straße) nördlich von Kampala, Ugandas Hauptstadt.

## Geschichte
Luweero war Schauplatz eines großen Aufstands der Rebellengruppe National Resistance Army und eines brutalen Gegenaufstandes der Regierung von Milton Obote, der als Luweero-Krieg oder „Bush-Krieg“ bekannt wurde und der viele Tausend Zivilisten ums Leben brachte. Dieser spielte sich Anfang bis Mitte der 1980er-Jahre ab.
Das Gebiet, das vom Krieg betroffen war, ist als Luweero-Dreieck bekannt. Im Jahr 2005 wurde Nakaseke County vom Distrikt Luweero auf den Distrikt Nakaseke aufgeteilt.

## Administrative Gliederung
Luweero wird von der Luweero District Administration mit Hauptsitz in Luweero verwaltet. Im Bezirk gibt es mehrere Gemeinderäte, die jeweils einen eigenen städtischen Stadtrat haben. Diese sind:
- Bombo
- Luweero
- Wobulenzi
- Bamunanika
- Kalagala
- Kalule
- Ndejje
- Ziroobwe

## Demografie
Die Volkszählung von 1991 schätzte die Bevölkerung des Bezirks auf 255.400 Einwohner. Die Volkszählung im Jahr 2002 schätzte die Bevölkerung auf 341.300 Einwohner. Im Jahr 2012 wurde die Bevölkerung auf 440.200 Einwohner geschätzt. Die nationale Volkszählung vom August 2014 ergab 458.158 Einwohner.

## Wirtschaft
Die Landwirtschaft ist die Hauptquelle der Wirtschaft in dem Distrikt. Es wurde geschätzt, dass 85 Prozent der Bevölkerung des Distrikts in der Landwirtschaft tätig sind.

## Bildung
Der Distrikt hat mehrere Universitäten, wie die Universität Bugema, die Universität Ndejje und die Universität Kampala.

## Gesundheit
Als größeres Krankenhaus ist das Bombo Military Hospital zu nennen, das eines von zwei Militär-Krankenhäusern in Uganda ist.

## Militär
Der Distrikt ist ein Hauptsitz der Uganda Land Forces, einer Einheit der Uganda People’s Defence Force, welche sich in Bombo befindet.

## Sehenswürdigkeiten
- Bamunanika-Palast in Bamunanika